# Кубок Латвии по футболу среди женщин 2015
Ку́бок Ла́твии по футбо́лу среди́ же́нщин 2015 года — 2-й розыгрыш Кубка Латвии по футболу среди женщин.

## Первый этап (1/8 финала)
| Дата       | Хозяева                             | Счёт | Гости                      |
| ---------- | ----------------------------------- | ---- | -------------------------- |
| 09.05.2015 | Даугавпилс/Оптимистc-Р              | 1:3  | ДЮСШ Резекне/Прогресс      |
| 09.05.2015 | Талсинская КСШ                      | 1:8  | Рижская футбольная школа-1 |
| 09.05.2015 | Олайне                              | 7:0  | Рижская футбольная школа-2 |
| 10.05.2015 | ДЮСШ Резекненского края/Оптимистc-Р | 4:1  | Иманта (Рига)              |

## Матч за право играть в 1/4 финала
| Дата       | Хозяева               | Счёт | Гости                      |
| ---------- | --------------------- | ---- | -------------------------- |
| 16.06.2015 | ДЮСШ Резекне/Прогресс | 2:8  | Рижская футбольная школа-1 |

## 1/4 финала
| Дата       | Хозяева                    | Счёт | Гости                               |
| ---------- | -------------------------- | ---- | ----------------------------------- |
| 13.06.2015 | ГПО/Оптимистc-Р (Резекне)  | 0:5  | Рижская футбольная школа (Рига)     |
| 14.06.2015 | Рига Юнайтед Ледис (Рига)  | 5:0  | ДЮСШ Резекненского края/Оптимистc-Р |
| 21.06.2015 | Лиепая/ЛШСИ (Лиепая)       | 6:01 | РФШ/Цериба (Рига)                   |
| 27.06.2015 | Рижская футбольная школа-1 | 7:0  | Олайне                              |

1 Игра не состоялась из-за неспособности «РФШ/Цериба» укомплектовать состав на игру. Команде зачитано техническое поражение.

## 1/2 финала
| Дата       | Хозяева                    | Счёт | Гости                           |
| ---------- | -------------------------- | ---- | ------------------------------- |
| 19.08.2015 | Рижская футбольная школа-1 | 3:5  | Рижская футбольная школа (Рига) |
| 10.09.2015 | Рига Юнайтед Ледис (Рига)  | 0:3  | Лиепая/ЛШСИ (Лиепая)            |

## Финал
| Дата       | Хозяева     | Счёт | Гости                           |
| ---------- | ----------- | ---- | ------------------------------- |
| 26.09.2015 | Лиепая/ЛШСИ | 1:5  | Рижская футбольная школа (Рига) |

| 26 сентября 2015 | \| Лиепая/ЛШСИ \| 1:5 (0:3) протокол \| Рижская футбольная школа (Рига) \| \| Озола 53′ \| Голы \| Федотова 9′, 36′, 42′, 65′ · Баличева 83′ \| | Стадион школы № 49, Рига Зрителей: 80 Судья: Лаура Треймане (Рига) |
| Лиепая/ЛШСИ      | 1:5 (0:3) протокол | Рижская футбольная школа (Рига)                                    |
| Озола 53′        | Голы | Федотова 9′, 36′, 42′, 65′ · Баличева 83′                          |

| Обладатель Кубка Латвии 2015       |
| ---------------------------------- |
| Рижская футбольная школа 2-й титул |